# آبالیگت

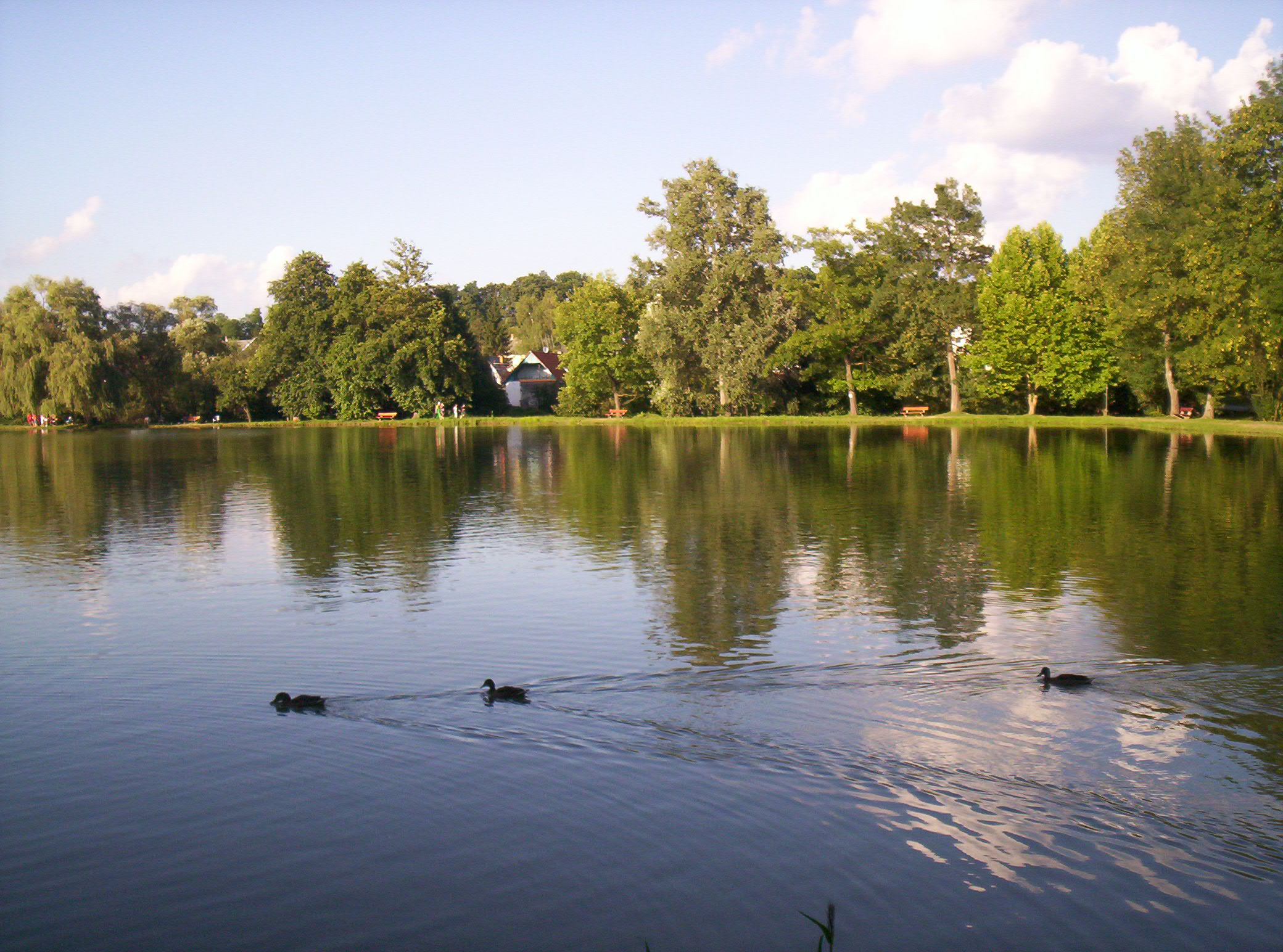
دریاچه ای در آبالیگت

آبالیگت (به مجاری:  Abaliget) در مجارستان است که در بارانیا واقع شده‌است.